# 群青色の、とおり道
『群青色の、とおり道』（ぐんじょういろの、とおりみち）は、群馬県太田市を舞台に撮影された映画作品。監督は『半落ち』等の佐々部清。2015年3月28日群馬県内先行公開、2015年7月11日に全国公開された。
太田市長清水聖義により、太田市合併10周年記念事業の一環として映画の製作構想が掲げられ、実現した。10年という歳月が本映画のキーワードにもなっている。
2015年1月20日、映画を原作としたイントロダクションパートの短編漫画が、漫画家・二ノ宮知子により描かれる事が発表された。漫画完成後、群馬県選先行公開初日の1週間前となる3月21日～3月27日まで、1週間限定で電子書籍にて無料配信。映画公開からはパンフレットの別冊特典として、セット販売されている。
佐々部監督のtwitterによると作品のレンタルはしない模様。

## ストーリー
ミュージシャンという夢を追って家業を継がずに家を飛び出した佳幸が、10年振りに突如帰郷する。
変わらない家族、友人たちと触れ合い、故郷の温かさに触れる佳幸。
10年間ずっと未完だった曲は、果たして完成するのか…。

## キャスト
- 真山佳幸 - 桐山漣
- 真山年男 - 升毅
- 真山明子 - 宮崎美子
- 真山幸恵 - 安田聖愛
- 倉田唯香 - 杉野希妃
- 小林徹 - 伊嵜充則
- 今井信介 - 松浦慎一郎
- 今井浩太 - 二宮慶多
- まるこ - 上月左知子
- 高橋二郎 - 田村三郎
- 工員B/工員C - アンカンミンカン
- 倉田大樹 - 井上順

## スタッフ
- 監督：佐々部清
- 脚本：橋本剛実、佐々部清
- 企画：清水聖義
- 劇中歌：back number「電車の窓から」
- プロデューサー：橋本剛実、野村展代
- 撮影 : 早坂伸
- 照明 : 鈴木秀幸
- 録音 : 吉方淳二
- 編集 : 和田剛
- 製作:「群青色の、とおり道」制作委員会、太田市
- 制作・配給:クリーク・アンド・リバー社
- 宣伝配給協力:マジックアワー

## 関連作品
漫画
群青色の、とおり道 Eposode0 
- 映画「群青色の、とおり道」の前日譚を描いた作品。2016年1月29日から2月7日まで映画公式サイトにて無料配信。
- 作画は二ノ宮知子が担当。